# Saison 5 d'Ally McBeal
Chronologie
Saison 4 d'Ally McBeal
Cet article présente la saison 5 de la série télévisée Ally McBeal.

## Distribution[1]
- Calista Flockhart (Ally McBeal)
- Greg Germann (Richard Fish)
- Peter MacNicol (John Cage)
- Lucy Liu (Ling Woo)
- Portia de Rossi (Nelle Porter)
- Jane Krakowski (Elaine Vassal)
- Regina Hall (Corretta Lipp)
- Julianne Nicholson (Jenny Shaw)
- James Marsden (Glenn Foy)
- Josh Hopkins (Raymond Milbury)
- Hayden Panettiere (Maddie Harrington)
- Vonda Shepard (Vonda Shepard)

## Épisodes
La saison comporte 22 épisodes,.